# Guatteria tomentosa
Guatteria tomentosa är en kirimojaväxtart som beskrevs av Henry Hurd Rusby. Guatteria tomentosa ingår i släktet Guatteria och familjen kirimojaväxter. Inga underarter finns listade i Catalogue of Life.